# Ха-Демократим
Ха-Демокра́тим (ивр. הדמוקרטים‎, дословно: Демократы) — израильское социал-демократическое и левосионистское политическое движение, образованное в результате объединения левоцентристской партии «Авода» и левой партии «Мерец» в июле 2024 года. Лидер «Ха-Демократим» — Яир Голан, избранный в мае 2024 года председателем партии «Авода» и вскоре после этого достигший договора с партией «Мерец» об объединении в совместную политическую платформу, позиционируемую как «Партия „Ха-Демократим“», однако без проведения слияния и с сохранением отдельной регистрации партий «Авода» и «Мерец». Движение называет себя левой альтернативой «Еш Атид» и «Ха-махане ха-мамлахти».

## История

### Предыстория
На парламентских выборах в 2022 «Мерец» набрала только 3,16 % голосов, впервые не сумев преодолеть электоральный барьер (3,25 %), необходимый для получения мест в кнессете, в то время как «Авода» попала в парламент с 3,6 % голосов, получив всего четыре места, что является её худшим результатом за всю историю. Лидер «Аводы» Мерав Михаэли подверглась критике за отказ заключить альянс с «Мерец», поскольку поражение партии способствовало победе Биньямина Нетаньяху на выборах.
В результате сразу после выборов генеральный секретарь партии «Мерец» Томер Резник и депутат от «Мерец» Михаль Розин совместно с депутатами от «Аводы» Гиладом Каривом и Наама Лазими начали переговоры об объединении.
Опросы общественного мнения, проведенные в течение 2023 и 2024 гг., за несколько месяцев до выборов руководства «Аводы», показали, что на предстоящих парламентских выборах в 2026 году «Авода» может не преодолеть электоральный барьер и не попасть в кнессет, в то время как «Мерец», по прогнозам, с трудом преодолеет порог и получит четыре места. Опросы, проведенные в июне, до заключения соглашения об объединении, показали, что если бы партии баллотировались вместе, они получили бы более десяти мест в кнессете.
Голан, генерал-майор запаса Армии обороны Израиля, депутат кнессета в рамках парламентской фракции «Мерец» в кнессетах 22-го, 23-го и 24-го созывов, стал бороться за лидерство в партии «Авода» в марте 2024 года, представив свою кандидатуру на пост председателя партии. Кампания Голана на пост председателя партии призывала к объединению сил лево-сионистского политического блока Израиля в рамках движения под названием «Ха-Демократим».
На внутрипартийных выборах, состоявшихся 28 мая 2024 года, Голан был избран председателем партии «Авода», получив 95,15 % голосов избирателей.

### Объединение
Вскоре после избрания Голана, 30 июня 2024 года, «Авода» и «Мерец» совместно объявили о достижении договора об объединении. Согласно соглашению на каждые четыре места в избирательном списке нового движения, а в органах движения будет один представитель «Мерец». Избирательный список нового движения и члены представительных органов будут избираться на праймериз. По соглашению лидер «Аводы» стал председателем нового движения.
Договор между партиями был утвержден подавляющим большинством голосов на съезде партии «Авода», состоявшемся 12 июля 2024 года. 19 июля 2024 года договор был утверждён также на съезде партии «Мерец».
В соответствии с соглашением, «Мерец» и «Авода» продолжают действовать как отдельные образования со своим бюджетом, а их фракции в Гистадруте, муниципальных советах и других органах за пределами кнессета не будут объединяться на данном этапе, но будут сотрудничать.
Несмотря на слияние, члены «Ха-Демократим» по-прежнему идентифицируются в кнессете 25-го созыва как члены израильской партии «Авода», поскольку Офир Кац, председатель комитета кнессета, и другие члены правительственной коалиции, заседающие в комитете, отказались согласиться на официальное переименование фракции.
В соответствии с договором об объединении обе партии также остаются отдельно зарегистрированы — каждая под своим наименованием — «Ха-Авода» и «Мерец» — в израильском реестре партий, и не проводится формального слияния партий.

## Принципы

### Палестино-израильский конфликт
Движение поддерживает решение палестино-израильского конфликта на основе сосуществования двух государств. Яир Голан утверждает, что «Ха-Демократим» является единственной сионистской партией, которая выступает против израильской оккупации Западного берега.
В видении Голана, управление Газой должно осуществляться Палестинской национальной администрацией, а «восстановление Газы является национальным интересом».
«Ха-Демократим» также выступили против оккупации и заселения сектора Газа еврейскими поселенцами, заявив, что «это будет стоить нам заложников и крови солдат».

### Судебная власть
Движение выступает против судебной реформы Израиля, затеянной правительством Нетаньяху. В соглашении об объединении партий «Авода» и «Мерец» говорится: «Мы будем бороться за полную и существенную демократию (…) которая включает в себя защиту прав личности и прав меньшинств (…) мы будем поддерживать полное разделение властей, предотвращать злоупотребления со стороны государственных учреждений и гарантировать независимость судебной системы».

### Экономика
Движение поддерживает социал-демократическую политику, такую как доступное жилье, равноправие, государство всеобщего благосостояния, укрепление профсоюзов и противодействие приватизации государственных секторов, таких как здравоохранение и образование.

### Социальная политика
Движение выступает за отмену закона о национальном государстве, закрепляющего статус Израиля как еврейского государства, считая его дискриминационным по отношению к неевреям.

## Депутаты в кнессете
1. Мейрав Михаэли
2. Наама Лазими
3. Гилад Карив
4. Эфрат Райтен